# Edificio Gómez (Mendoza)
El Edificio Gómez es un edificio ubicado en la ciudad de Mendoza, Argentina. Fue declarado monumento histórico Nacional 

## Ubicación
Está emplazado en la intersección de Avenida San Martín y Garibaldi con entrada por esta última al número 7. Proyectado por el arquitecto Manuel Civit, fue construido en 1953. Posee 13 pisos y una altura de 60 metros, totabilizando 80 metros hasta la punta de su aguja. Fue en el más alto de la ciudad hasta la década de 1990. Junto con el Pasaje San Martín constituyen la imagen icónica del centro mendocino. Se puede ver desde varios puntos de la ciudad, especialmente durante la noche cuando su silueta es iluminada.
Posiblemente el mejor ejemplo del Estilo Internacional en Mendoza, también combina elementos muy diversos de otras corrientes, como un cuerpo principal de hormigón armado de corriente racionalista, texturas y repeticiones propias del  brutalismo y ciertas reminiscencias del art déco. El remate se compone principalmente de acero y cristal.

## Diseño
Se construyó íntegramente con una estructura sismorresistente de hormigón armado.

## Cúpula
En este edificio comenzó sus transmisiones Canal 7 el 7 de febrero de 1961, siendo este el primer canal de televisión del oeste argentino.
Actualmente tiene sus estudios en el edificio Radio Mitre FM 100.3, además en el décimo piso de la torre se encuentra Gómez RoofTop, con vistas panorámicas de la ciudad, gastronomía de Santiago Orozco Russo, mixología de Sabrina Rodriguez y ambientación del artista plástico Sergio Roggerone.